# Джелал ад-Дін Манкбурну
Джелал ад-Дін Манкбурну або Джелал ад-Дін Менгбурун (перс. جلال الدين منكبرني, Jalāl ad-Dīn Menguberdī; повне ім'я — Джалал ад-Дунійа ва-д-Дін Абку-л-Музаффар Макбурну ібн Мухаммад) (Туркмен: Jelaleddin Meňburun) (1199–1231) — останній хорезмшах (1221—1231), старший син Ала ад-Діна Мухаммеда ІІ і ай-Чичек з племені Туркмен.

## Правління

### Боротьба з монголами
Джелал ад-Дін прийшов до влади в лютому 1221 року після смерті свого батька хорезмшаха Мухаммеда ІІ. Очолив боротьбу Хорезма проти монгольського завоювання. Зібравши 300 воїнів, Джелал ад-Дін вирушив до Хорасана. В окрузі Ніси хорезмійці атакували монгольський загін, який складався з 700 воїнів, та розбили його. Чингісхан змушений був відправити в Хорезм і Хорасан спеціальний загін, який зіткнувся з військом молодших синів Ала ад-Діна Мухаммеда. В жорстокій битві обидва брати Джелал ад-Діна загинули.
Сам Джелал ад-Дін тоді рухався до міста Газні. У верхів'ях Муграбу до нього приєднався колишній намісник Мерву Хан-Малик та туркменський хан Сейф ад-Дін. Прибувши в Газні, Джелал ад-Дін незабаром зібрав десятитисячне військо, напав з ним на монгольський загін, який взяв в облогу Кандагар, та розгромив його. Воєначальники розбитих хорезмійських загонів, почувши про успіхи свого правителя, почали збиратися в Газні, і дуже швидко під проводом Джелал ад-Діна зібралося близько 70 тисяч воїнів. До його війська приєдналися: двоюрідний брат Амін ал-Мульк, полководець Тимур-Малик, хан карлуків Азам-Малик та ватажок афганців Музаффар-Малик. Чингісхан, ще не знаючи про сили хорезмшаха, надіслав проти нього 30-тисячну армію під командуванням Шиги Кутуку.
Весною військо Джелал ад-Діна зустрілося з передовим загоном Шиги Кутуку біля поселення Валіан на річці Горі. Монгольський загін майже повністю був перебитий (врятувалося лише близько сотні воїнів). Потім Джелал ад-Дін попрямував до ущелини, де став чекати битви. Шиги Кутуку рушив до цього місця всім своїм військом. Обидві армії зійшлися в кам'яній ущелині, яка була стиснута крутими схилами. Для кінноти місцевість була несприятлива, тому обидві сторони змушені були відмовитися від маневрування. Джелал ад-Дін наказав Тимур-Маліку рушити вперед з пішими лучниками. Шиги Кутуку протримався перший день, попри те, що хорезмійці, виявивши слабке місце супротивника, зайняли позиції на скелі та почали обстрілювати монголів зверху, що завдавало важких втрат монгольській армії.
Наступного ранку воїни Джелал ад-Діна, оглянувши ущелину, побачили, що монгольська армія стала численнішою. Насправді Шиги Кутуку наказав посадити на запасних коней солом'яні опудала, яких обмотали дрантям. Хорезмшах заспокоїв своїх воєначальників та наказав спішитися всій першій лінії свого війська. Монгольська атака на ліве крило противника попала під обстріл стрілами. Шиги Кутугу наказав атакувати по всьому фронту. Але стріли та кам'яниста місцевість не давали монголам закріпити успіх. Джелал ад-Дін посадив своїх воїнів в сідло та почав контратаку. Заскочені зненацька, монголи почали тікати. Воїни хорезмшаха атакували супротивника, який відступав. Шиги Кутуку втратив половину свого війська.
Після поразки монголів під Парваном Чингісхан на чолі головних сил сам рушив на Джелал ад-Діна. Він наздогнав його на березі річки Інд 9 грудня 1221 року. Хорезмшах поставив військо півмісяцем, впершись обома флангами в річку. Монголи вдарили по флангах, які незабаром були розбиті. Центр війська намагався пробитися, але більшість воїнів була знищена. Джелал ад-Дін наказав втопити в річці весь свій гарем, а потім, щоб не попасти в полон, кинувся разом з конем в води річки Інд. Хорезмшаху з 4-ма тисячами вершників вдалося досягнути другого берега Інду і навіть пригрозити монголам мечем. В битві була взята вполон та страчена сім'я Джелал ад-Діна; сам він втік до Індії. Для переслідування Чингісхан виділив загін на чолі з темниками Бало-нойоном і Дурбаном. Але, дійшовши до міста Мултан, монголи втратили слід султана.

### Індійська кампанія
Місцевий індійський раджа округу Шатра, що знаходився в горах Джуд, дізнавшись про появу в своїй місцевості Джелал ад-Діна із залишками війська, зібрав 5 тисяч піхотинців та тисячу вершників і виступив проти нього. Несподівано Джелал ад-Дін сам атакував супротивника. Він особисто застрелив раджу, війська якого після короткої битви почали відступати. Три роки до початку 1224 Джелал ад-Дін провів в Індії, здійснив похід в Іран та Месопотамію, підкорив значні території.

### Похід в Закавказзя
У 1225 році Джелал ад-Дін з півдня напав на території північного Ірану. Взявши Марагу, яка майже не чинила опору, султан пішов на Тебриз та заволодів містом. За короткий час владу Джелал ад-Діна визнала Гянджа, Барда, Шамкір та інші міста Аррану. У 1225 році війська Джелал ад-Діна захопили частину Грузії та Вірменії.
8 серпня 1225 року поблизу міста Двін у Східній Вірменії між грузино-армянським військом та армією Джелал ад-Діна відбулася битва, яка увійшла в історію як битва при Гарні. В ній хорезмшах здобув перемогу. В 1226 році він захопив грузинську столицю Тбілісі, де хорезмшах зруйнував всі церкви. Під час завоювання Джелал ал-Діном східного Закавказзя розпалася держава Ільдегізидів. Ширваншахи також визнали себе васалами Джелал ад-Діна.
В наступному 1227 році Джелал ад-Дін розбив загін монголів поблизу Рея. На той час він вів війну на два фтонти: в західному Ірані — проти монголів, в Закавказзі — з грузинами та вірменами. В 1228 році проти хорезмшаха спільно виступили румський султан Ала ад-Дін Кей-Кубад, єгипетський султан Малик аль-Камвл і килікійсько-вірменський цар Гетум І. Поблизу Єревану війська Джелал ад-Діна зазнали поразки. В 1230 році Джелал ад-Дін захопив фортецю Хлат, але незабаром зазнав поразки від Кей-Кубада і Малика аль-Каміла.
Намісники хорезмшаха свавільничали на завойованих територіях та вимагали велику данину. На пограбування та свавілля хорезмійців народ відповідав повстаннями. Особливо потужним був виступ міської бідноти Гянджі під проводом ремісника Бендара в 1231 році. Повстання було придушене, 30 його керівників були страчені, проте воно відчутно послабило Джелал ад-Діна.

## Загибель
Через володаря Аламута монголи дізналися, що Джелал ад-Дін послаблений поразкою. У тому ж році 30-тисячне монгольське військо під проводом Чормагана розбило Джелал ад-Діна та зайняло північний Іран. Хорезмшах відступив у Гандзак. Монголи прослідували за ним та захопили Арран. Джелал ад-Дін сховався в горах Майафарікіна і тут в серпні того ж року був вбитий невідомим курдом, якого ймовірно найняли сельджуки.

## У культурі
- Василь Ян. Роман "Чингісхан" (1939).
- Ісай Калашников. Роман "Жорстокий вік" (1978).
- Віктор Гребенюк. Трагедія "Сто тисяч", глава з поетичного епосу "Діяння небожителів" (2011).
- Сарагт Бабаєв. Скульптура "Джалаледдін Меньбурун" (2015).
- Музичний кліп за участю О. Назарбекова "Мендирман" (2017).
- Музичний кліп групи Сетора "Адждодлар рухі" (2019).
- Серіал Мехмета Боздагома "Мендирман Джалоліддін" (2021).
- Говшутгельди Данатаров. П'єса "Джелалетдін Султан - гордість Вітчизни" (2021).